# Eric William Stapleton
Eric William Stapleton (Wimbledon, 1917) is een Brits componist en muziekpedagoog.

## Levensloop
Stapleton studeerde aan de Guildhall School of Music and Drama in Londen. Aansluitend werd hij muziekpedagoog in Sutton in de graafschap Surrey. Van hem is als componist vooral de Ouverture for a Festival voor brassband bekend.